# Liste der Monuments historiques in Prugny
Die Liste der Monuments historiques in Prugny führt die Monuments historiques in der französischen Gemeinde Prugny auf.

## Liste der Objekte
| Bezeichnung                                                           | Beschreibung                                                                                                  | Standort                        | Kennzeichnung | Schutzstatus | Datum | Bild |
| --------------------------------------------------------------------- | --- | ------------------------------- | ------------- | ------------ | ----- | ---- |
| Skulptur Madonna mit Kind (1)                                         | Holz, farbig gefasst und vergoldet, 18. Jahrhundert                                                           | in der Kirche St-Nicolas (Lage) | PM10003981    | Classé       | 1979  |      |
| Prozessionsstab Madonna (1)                                           | Holz, farbig gefasst und vergoldet, 19. Jahrhundert                                                           | in der Kirche St-Nicolas (Lage) | PM10004070    | Inscrit      | 1979  |      |
| Adlerpult                                                             | Holz, farbig gefasst und vergoldet, 18. Jahrhundert                                                           | in der Kirche St-Nicolas (Lage) | PM10003979    | Inscrit      | 1979  |      |
| Zwei Gemälde: Mariä Verkündigung und Begegnung an der Goldenen Pforte | an den Seitenaltären; Ölfarbe auf Holz, 18. Jahrhundert                                                       | in der Kirche St-Nicolas (Lage) | PM10003978    | Inscrit      | 1979  |      |
| Skulptur eines heiligen Bischofs                                      | Holz, grau gefasst und vergoldet, 16. Jahrhundert                                                             | in der Kirche St-Nicolas (Lage) | PM10003975    | Inscrit      | 1979  |      |
| Prozessionsstab Heiliger Eligius                                      | Holz, vergoldet, 19. Jahrhundert                                                                              | in der Kirche St-Nicolas (Lage) | PM10004071    | Inscrit      | 1979  |      |
| Kruzifix                                                              | Holz, farbig gefasst, 18. Jahrhundert                                                                         | in der Kirche St-Nicolas (Lage) | PM10003977    | Inscrit      | 1979  |      |
| Prozessionsstab Madonna (2)                                           | Holz, vergoldet, 19. Jahrhundert                                                                              | in der Kirche St-Nicolas (Lage) | PM10003976    | Inscrit      | 1979  |      |
| Hauptaltar                                                            | Altartisch, Tabernakel und Exposition; Holz, farbig gefasst und vergoldet, zweite Hälfte des 18. Jahrhunderts | in der Kirche St-Nicolas (Lage) | PM10003980    | Inscrit      | 1979  |      |
| Skulptur Madonna mit Kind (2)                                         | Holz, 14. Jahrhundert                                                                                         | in der Kirche St-Nicolas (Lage) | PM10001662    | Classé       | 1975  |      |